# Bolivias flagga
Bolivias flagga är en trikolor i färgerna rött, gult och grönt. Flaggan antogs den 30 november 1851 och har proportionerna 15:22.

## Symbolik
Det övre röda fältet symboliserar frihetskampen, det gula fältet i mitten står för landets mineralfyndigheter och det nedre gröna fältet står för naturen. Färgerna finns officiellt definierade i Bolivias senaste konstitution från oktober 2008, men konstitutionen säger ingenting om färgernas tolkning.

## Färger
| Färgmodell | Röd                 | Gul                  | Grön               |
| ---------- | ------------------- | -------------------- | ------------------ |
| Pantone    | 485                 | 116                  | 356                |
| RGB (hex)  | 213-43-30 (#D52B1E) | 252-209-22 (#FCD116) | 0-121-52 (#007934) |
| CMYK       | C0-M80-Y86-K16      | C0-M17-Y91-K0        | C100-M0-Y57-K53    |

## Historik
Bolivia blev självständigt från Spanien 1825 efter 16 år av strider och oroligheter. Vid självständigheten antog man en flagga i rött och grönt med lagerkransar och löv samt stjärnor i gult. Flaggan ändrades året efter självständigheten till en trikolor i dagens färger, fast med fälten i ordningen gult, grönt, rött uppifrån (alltså i samma ordningsföljd som Litauens flagga). Genom ett dekret av president Manuel Isidoru Belzu den 5 november 1851 ändrades fältens ordning till rött-gult-grönt.

### Tidigare flaggor

Civilflaggan Bandera Menor (1825-1826)
Statsflaggan Bandera Mayor (1825-1826)
Bandera Menor (1826-1851)
Bandera Mayor (1826-1851)

## Övriga flaggor
Mitt på statsflaggan finns Bolivias statsvapen, som i likhet med i flera sydamerikanska länder saknas i den civila flaggan. Örlogsflaggan till lands har försvarsmaktens emblem istället för statsvapnet.
Bolivia saknar kust, men har trots det en örlogsflagga till sjöss som används av flottenheter på floder och sjöar. Flaggan är blå med statsflaggan i kantonen, omgiven av nio mindre femuddiga stjärnor samt en större femuddig gul stjärna längre ut. De nio mindre stjärnorna representerar Bolivias nio departement, och den större stjärnan står för landets anspråk till förbindelse med havet (Bolivia förlorade sin kuststräcka 1884 under Stillahavskrigen).

Örlogsflagga till lands.  Proportioner: 15:22
Örlogsflagga till sjöss. Proportioner: 2:3